# دووگا کوشچیلنا
دووگا کوشچیلنا (به لهستانی:  Długa Kościelna) یک روستا در لهستان است که در گمینا خالینوو واقع شده‌است. دووگا کوشچیلنا ۷۲۳ نفر جمعیت دارد.